# Aire métropolitaine de Thessalonique
 (mars 2020).
Si vous disposez d'ouvrages ou d'articles de référence ou si vous connaissez des sites web de qualité traitant du thème abordé ici, merci de compléter l'article en donnant les références utiles à sa vérifiabilité et en les liant à la section « Notes et références ».

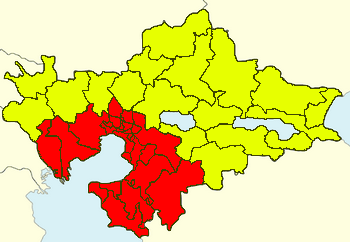
Carte de l'agglomération de Thessalonique

L’aire métropolitaine de Thessalonique est la zone directement influencée par la deuxième plus grande ville de Grèce, Thessalonique. L'aire métropolitaine se composait traditionnellement de la commune de Thessalonique et de ses banlieues immédiates, ce que l'on appelle aujourd'hui l'agglomération de Thessalonique. Cependant, depuis le milieu des années 1990, les zones entourant l'agglomération ont succombé à l'étalement urbain, et ce qui était autrefois des zones agricoles sont rapidement devenues de nouvelles banlieues. Cela crée de nouveaux problèmes dans une région déjà en butte à des soucis tels que la pollution, les embouteillages et les problèmes sociaux. 
Le gentilé « thessaloniciens » désigne généralement six municipalités et l'agglomération centrale, la «Ville de Thessalonique» ; il s'agit de la zone urbaine contiguë densément bâtie de la ville. Cependant, la l'aire urbaine comprend également les environs immédiats de la ville, la zone d'influence adjacente et ses banlieues de faible à moyenne densité qui entourent la zone urbaine densément bâtie. 

## Géographie
Les municipalités qui ont été historiquement associées à l'aire urbaine de Thessalonique (et font partie de l'agglomération actuelle de Thessalonique) sont, par ordre décroissant de population, Thessalonique, Kalamaria, Neápoli-Sykiés, Pávlos Melás, Kordelió-Évosmos, Ambelókipi-Meneméni et Pyléa. 
Cependant, avec l'étalement urbain, davantage de municipalités sont interconnectées avec la région en croissance. La région comprend désormais toutes les zones traditionnellement associées et citées ci-dessus, ainsi que les banlieues nouvellement émergentes au nord-ouest, au nord, à l'est et au sud-est de la ville. De plus, les zones industrielles à l'ouest sont de plus en plus liées au tissu de la ville à mesure que de nouvelles infrastructures empiètent sur ces zones. 
Les deux anciennes banlieues de Oreókastro et Panorama se fondent de plus en plus dans la l'aire urbaine avec leur expansion et de la création de nouveaux réseaux de transport. Alors qu’Oreókastro a toujours été une banlieue de classe moyenne, Panorama a été une banlieue davantage haut de gamme et est considérée comme la plus sélective de la ville. 
Les principales banlieues est et sud-est comprennent les municipalités de Thermaïkós, Thérmi, Chortiátis, Mikra, Michaniona, Vasilika et Epanomi ; tandis que les principales banlieues occidentales comprennent les municipalités d’Echedoros et de Chalastra. 

## Démographie
Les communes à l'ouest de Thessalonique accueillent de plus en plus de nouveaux immigrants et sont principalement des quartiers populaires. Les banlieues émergentes de l'est sont celles où la grande majorité des résidents de classe moyenne se déplacent. Beaucoup de ces banlieues connaissent une croissance rapide, si bien que le développement des infrastructures ne suit pas le rythme. 

### Population
La municipalité de Thessalonique (le centre-ville) est de loin la plus grande commune de l'aire métropolitaine. 
Un recensement effectué par Eurostat en 2004 a révélé une augmentation de la population de l'aire métropolitaine de Thessalonique à environ 995 766 habitants (2004), tout en calculant sa superficie réelle à 1 455,62 kilomètres carrés. Le recensement grec de 2011 a quant à lui révélé que l'aire urbaine de Thessalonique a une population légèrement supérieure à 1 000 000 habitants. 
Le tableau ci-dessous répertorie les communes de l'aire métropolitaine de Thessalonique. Celles de l'agglomération centrale sont en italique. Les données démographiques viennent du recensement grec de 2011. 
Source: Service national de statistique de la Grèce 
| Commune             | Population (2011) | Superficie en km² |
| ------------------- | ----------------- | ----------------- |
| Thessalonique       | 325 182           | 19.292            |
| Kordelió-Évosmos    | 101 753           | 13,358            |
| Pávlos Melás        | 99 245            | 23,763            |
| Kalamaria           | 91,518            | 6.401             |
| Neápoli-Sykiés      | 84 741            | 12.903            |
| Pyléa-Chortiátis    | 70 110            | 155,634           |
| Thérmi              | 53 201            | 382.106           |
| Ambelókipi-Meneméni | 52 127            | 9.792             |
| Thermaïkós          | 50,264            | 133,410           |
| Delta               | 45 839            | 311.094           |
| Oreókastro          | 38 317            | 217.855           |
| Aire métropolitaine | 1 012 297         | 1 285,608         |